# X-Men (loạt phim điện ảnh)
X-Men là loạt phim siêu anh hùng của Mỹ dựa trên nhóm siêu anh hùng cùng tên trong các ấn phẩm truyện tranh do Stan Lee và Jack Kirby sáng tác và được Marvel Comics phát hành. Hãng 20th Century Fox giành được quyền chuyển thể nhân vật lên màn ảnh vào năm 1994. Sau một vài bản nháp, Bryan Singer được chọn làm đạo diễn cho hai phần đầu tiên là X-Men (2000) và X-Men: United (2003), và Brett Ratner trở thành đạo diễn của phần phim thứ ba, X-Men: The Last Stand (2006). X-Men: The First Class (2011) do Matthew Vaughn đạo diễn, và X-Men: Day of Future Past (2014), lần lượt là hai phần phim thứ tư và thứ năm của loạt phim. Một vài phần phim ngoại truyện được ra mắt xen kẽ với các phim chính, trong đó có ba phim về Wolverine gồm X-Men Origin: Wolverine (2009), The Wolverine (2013) và Logan (2017). Deadpool (2016) và Deadpool 2 (2018) là hai bộ phim được thực hiện dựa trên Deadpool, một nhân vật được giới thiệu trong X-Men Origin: Wolverine.
X-Men, X-Men: United, X-Men: The First Class, X-Men: Day of Future Past, The Wolverine, Deadpool và Deadpool 2 và Logan đều nhận được ý kiến phê bình tích cực, với Logan là phim được đánh giá cao nhất. X-Men và X2 được chú ý nhờ tính hiện thực và màu sắc có phần u ám, và ý nghĩa phim nói về phân biệt đối xử và sự không khoan nhượng, còn Deadpool nổi bật nhờ sự chuyển thể "chính xác" từ bản gốc và nội dung "bị hạn chế". X-Men: The Last Stand và X-Men Origin: Wolverine nhận được ý kiến phê bình ít khả quan hơn.
Với 13 phim đã ra mắt, X-Men là loạt phim có doanh thu cao thứ 8 mọi thời đại với hơn 6 tỷ đô la trên toàn thế giới.
Vào tháng 3 năm 2019, Marvel Studios đã có được bản quyền làm phim đối với X-Men sau khi Disney mua lại 20th Century Fox. Vào tháng 10 năm 2020, các phim trong loạt phim X-Men, cùng với các phim Fantastic Four, được đổi tên thành loạt phim Marvel Legacy trên Disney+.

## Danh sách phim
| Phim                       | Ngày phát hành (Mỹ) | Đạo diễn       | Biên kịch                                                           | Sản xuất                                                             |
| -------------------------- | ------------------- | -------------- | ------------------------------------------------------------------- | -------------------------------------------------------------------- |
| X-Men                      | 14 tháng 7 năm 2000 | Bryan Singer   | David Hayter                                                        | Lauren Shuler Donner và Ralph Winter                                 |
| X-Men: United              | 2 tháng 5 năm 2003  | Bryan Singer   | Michael Dougherty & Dan Harris và David Hayter                      | Lauren Shuler Donner và Ralph Winter                                 |
| X-Men: The Last Stand      | 26 tháng 5 năm 2006 | Brett Ratner   | Simon Kinberg & Zak Penn                                            | Lauren Shuler Donner, Ralph Winter và Avi Arad                       |
| X-Men Origins: Wolverine   | 1 tháng 5 năm 2009  | Gavin Hood     | David Benioff và Skip Woods                                         | Lauren Shuler Donner, Ralph Winter, Hugh Jackman và John Palermo     |
| X-Men: First Class         | 3 tháng 6 năm 2011  | Matthew Vaughn | Ashley Edward Miller & Zack Stentz và Jane Goldman & Matthew Vaughn | Lauren Shuler Donner, Bryan Singer, Simon Kinberg và Gregory Goodman |
| Wolverine                  | 26 tháng 7 năm 2013 | James Mangold  | Mark Bomback và Scott Frank                                         | Lauren Shuler Donner và Hutch Parker                                 |
| X-Men: Days of Future Past | 23 tháng 5 năm 2014 | Bryan Singer   | Simon Kinberg                                                       | Lauren Shuler Donner, Bryan Singer, Simon Kinberg và Hutch Parker    |
| Deadpool                   | 12 tháng 2 năm 2016 | Tim Miller     | Rhett Reese & Paul Wernick                                          | Lauren Shuler Donner, Simon Kinberg và Ryan Reynolds                 |
| X-Men: Apocalypse          | 27 tháng 5 năm 2016 | Bryan Singer   | Simon Kinberg                                                       | Lauren Shuler Donner, Simon Kinberg, Bryan Singer và Hutch Parker    |
| Logan                      | 3 tháng 3 năm 2017  | James Mangold  | Scott Frank & James Mangold và Michael Green                        | Lauren Shuler Donner, Simon Kinberg và Hutch Parker                  |
| Deadpool 2                 | 18 tháng 5 năm 2018 | David Leitch   | Rhett Reese & Paul Wernick & Ryan Reynolds                          | Lauren Shuler Donner, Simon Kinberg và Ryan Reynolds                 |
| X-Men: Dark Phoenix        | 7 tháng 6 năm 2019  | Simon Kinberg  | Simon Kinberg                                                       | Simon Kinberg, Hutch Parker và Lauren Shuler Donner                  |
| The New Mutants            | 28 tháng 8 năm 2020 | Josh Boone     | Josh Boone và Knate Lee                                             | Simon Kinberg, Karen Rosenfelt và Lauren Shuler Donner               |

### X-Men(2000)
Vào năm 1994, 20th Century Fox và nhà sản xuất Lauren Shuler Donner mua được bản quyền sản xuất dòng phim về X-Men. Andrew Kevin Walker được thuê viết kịch bản còn James Cameron bày tỏ mong muốn được đạo diễn bộ phim. Cuối cùng vào tháng 7 năm 1996 Bryan Singer ký hợp đồng trở thành đạo diễn phim. Dù không phải người hâm mộ truyện tranh, Singer bị lôi cuốn bởi nội dung mà X-Men đề cập. John Logan, Joss Whedon, Ed Solomon, Christopher McQuarrie và David Hayter viết lời thoại, với duy nhất Hayter được credit. Quá trình quay phim diễn ra từ 22 tháng 9 năm 1999 đến 3 tháng 3 năm 2000 tại Toronto, do Bryan Singer làm đạo diễn, với các diễn viên chính gồm Patrick Stewart, Hugh Jackman, Ian McKellen, Anna Paquin, Famke Janssen, Bruce Davison, James Marsden, Halle Berry, Rebecca Romijn, Ray Park và Tyler Mane. Phim ra mắt vào ngày 14 tháng 7 năm 2000.
Bộ phim đưa Wolverine và Rogue vào cuộc xung đột giữa nhóm dị nhân của Giáo sư Xavier, và nhóm Brotherhood of Mutants, đứng đầu là Magneto. Magneto có ý định biến các nhà lãnh đạo thế giới thành người đột biến tại một hội nghị thượng đỉnh Liên Hợp Quốc với một máy tính mà ông đã xây dựng, buộc họ phải thừa nhận giống người đột biến. Tuy nhiên Xavier nhận ra sự đột biến cưỡng ép này sẽ chỉ dẫn đến cái chết của họ.

### X-Men: United(2003)
Trong phim, Đại tá William Stryker tẩy não và hỏi cung Magneto trong tù về máy định vị người đột biến giáo sư Xavier. Stryker tấn công X-Mansion, tẩy não và bắt Xavier định vị tất cả người đột biến để giết họ. Nhóm X-Men buộc phải kết hợp với nhóm Brotherhood để ngăn chặn thảm họa diệt chủng trên toàn thế giới của Stryker.
Giai đoạn phát triển cho X-Men: United bắt đầu ngay sau X-Men. David Hayter và Zak Penn viết kịch bản riêng biệt, kết hợp những gì họ cảm thấy là yếu tố tốt nhất của cả hai kịch bản thành một. Michael Dougherty và Dan Harris được thuê cho công việc viết lại kịch bản vào tháng 2 năm 2002. Quá trình quay phim bắt đầu vào tháng 6 năm 2002 và kết thúc là tháng mười một. Hầu hết các cảnh quay đã diễn ra tại Vancouver Film Studios, cơ sở sản xuất lớn nhất bên ngoài Los Angeles ở Bắc Mỹ. Thiết kế sản xuất Guy Hendrix Dyas thích nghi với thiết kế tương tự như của John Myhre từ bộ phim trước đó. X2 được phát hành tại Hoa Kỳ vào ngày 2 tháng 5 năm 2003 và đạt được thành công về doanh thu, nhận được tám đề cử tại lễ trao giải Saturn và tổng doanh thu khoảng 407.000.000 USD trên toàn thế giới.

### X-Men: The Last Stand(2006)
Một công ty dược phẩm đã phát triển một thuốc giải độc cho gen đột biến, gây ra những tranh cãi trong cộng đồng người đột biến. Magneto tuyên chiến tranh với con người và chiếm lấy thứ vũ khí của riêng mình: Phoenix, một cựu thành viên X-Men còn được biết với tên Jean Grey. Trận chiến cuối cùng giữa X-Men và Brotherhood xảy ra sau đó, và Wolverine phải chấp nhận rằng để ngăn chặn Jean Grey, ông sẽ phải giết cô.
Dù Singer ban đầu định quay phần bốn ngay sau phần ba, ông quyết định rời khỏi chiếc ghế đạo diễn vào năm 2004 để làm Superman Returns. Một tháng sau Zak Penn và Simon Kinberg đảm nhận vai trò tác giả kịch bản. Phần truyện mang tên "Gifted" trong bộ truyện Astonishing X-Men của Whedon, nói về phương thuốc chữa đột biến được cân nhắc làm cốt truyện phim. Matthew Vaughn trở thành đạo diễn vào tháng 2 năm 2005, nhưng cũng ra đi đi do lịch trình sản xuất gấp gáp. Vào tháng 6 Brett Ratner cuối cùng cũng được chọn làm đạo diễn. Các cảnh quay chính bắt đầu từ tháng 8 năm 2005 ở Vancouver, Canada và kết thúc vào tháng 1 năm 2006. Phim công chiếu lần đầu vào ngày 26 tháng 5 năm 2006.

### Người Sói(2009)
Người Sói là một phần phim tiền truyện và ngoại truyện tập trung vào nhân vật Wolverine trong mối quan hệ với người anh trai Victor Creed, cũng như quãng thời gian hoạt động trong Team X của William Stryker, trước và sau khi bộ xương của Wolverine bị biến đổi thành loại vật liệu kim loại adamantium không thể phá hủy.
David Benioff được mời viết kịch bản cho phim về Wolverine vào tháng 10 năm 2004. Hugh Jackman ngoài việc là diễn viên chính cũng đảm nhận vai trò sản xuất và hợp tác cùng Benioff để viết lời thoại. Ratner được cân nhắc làm đạo diễn của Wolverine sau X-Men: The Last Stand, nhưng mọi việc không đi tới đâu. Tháng 7 năm 2007, Gavin Hood trở thành đạo diễn. Các cảnh quay bắt đầu vào tháng 1 năm 2008 ở Queenstown, New Zealand và kết thúc vào tháng 5. Phim ra mắt vào ngày 1 tháng 5 năm 2009.

### X-Men: Thế hệ thứ nhất(2011)
Phim lấy bối cảnh cuộc khủng hoảng tên lửa Cuba năm 1962, và tập trung vào mối quan hệ giữa Charles Xavier và Erik Lehnsherr, và nguồn gốc hai nhóm đột biến mà họ là người lãnh đạo — X-Men và Brotherhood.
Nhà sản xuất Lauren Shuler Donner ban đầu nghĩ về một phần phim dựa trên nhóm X-Men thời trẻ khi còn tham gia sản xuất X2. Nhà sản xuất Kinberg sau đó đề nghị với 20th Century Fox về việc chuyển thể từ loạt truyện tranh X-Men: First Class. Singer ký hợp đồng đạo diễn vào tháng 12 năm 2009, tuy nhiên, ba tháng sau Singer được thông báo sẽ làm công tác sản xuất. Vaughn, người từng "suýt" đảm nhiệm ghế đạo diễn X-Men: The Last Stand chính thức nhận công việc này, và viết bản lời thoại với Jane Goldman. Quá trình quay diễn ra từ tháng 8 năm 2010 ở Luân Đôn, Anh và khép lại vào tháng 12. Phim ra mắt vào tháng 6 năm 2011.

### Người Sói Wolverine(2013)
Được đặt trong bối cảnh những sự kiện sau X-Men: The Last Stand, phim nói về chuyến đi sang Nhật của Wolverine để gặp lại Yashida Ichirō, người lính được Wolverine cứu mạng hồi Chiến tranh thế giới thứ hai. Wolverine phải bảo vệ cháu gái ông, Yashida Mariko, khỏi âm mưu ấm sát của ninja và yakuza.
Tháng 8 năm 2009 Christopher McQuarrie được thuê viết kịch bản của bộ phim thứ 2 về Wolverine. Darren Aronofsky được chọn đạo diễn phim nhưng rút lui vì cho rằng dự án sẽ khiến ông ở nước ngoài quá lâu. James Mangold sau đó là người thay thế Arnofsky. Mark Bomback được thuê để viết lại bản của McQuarrie. Quay phim diễn ra từ tháng 8 năm 2012 ở Sydney, Úc và kết thúc vào tháng 11. Phim được phát hành tháng 7 năm 2013.

### X-Men: Ngày cũ của tương lai(2014)
Đặt trong bối cảnh nhiều năm sau những sự kiện của The Wolverine, phim hội ngộ dàn diễn viên trong ba phần X-Men đầu tiên và X-Men: First Class. Lấy cảm hứng từ cốt truyện "Days of Future Past" trong bộ X-Men của Chris Claremont và John Byrne, phim là hành trình trở về quá khứ của Wolverine vào năm 1973 để ngăn một cuộc ám sát mà nếu xảy ra sẽ dẫn tới sự ra đời của một hệ thống vũ khí mới mang tên Sentinel, đe dọa sự tồn vong của giống người đột biến và còn có thể là của cả nhân loại.
Matthew Vaughn được dự kiến sẽ là đạo diễn phim nhưng rời đi vào tháng 10 năm 2012 để tập trung vào Kingsman: The Secret Service. Singer, người đạo X-Men filmsdieexn hai bộ phim đầu tiên và sản xuất X-Men: First Class thay thế Vaughn. Kịch bản được Kinberg đảm trách. Quay phim bắt đầu từ tháng 4 năm 2013 ở Montreal, Canada và kết thúc vào tháng 8. Bộ phim ra mắt vào ngày 23 tháng 5 năm 2014.

### Deadpool(2016)
Trong phim, cựu đặc vụ lực lượng Special Forces Wade Wilson trải qua một cuộc thí nghiệm giúp anh thoát khỏi căn bệnh ung thư nhưng thực chất là thí nghiệm để tạo ra siêu nô lệ. Anh hóa thân trong vỏ bọc Deadpool để truy lùng người suýt hủy hoại cuộc đời mình.
Tháng 5 năm 2000, Marvel Studios có ý định sản xuất một phim về Deadpool theo hợp đồng phân phối với Artisan Entertainment. Tuy nhiên tới năm 2004, Marvel lại phát triển phim cùng New Line Cinema. David S. Goyer được dự tính là đạo diễn và người viết kịch bản còn diễn viên Ryan Reynolds cho vai chính, nhưng kế hoạch không tiến triển do hai người bận các dự án khác. 20th Century Fox đạt được bản quyền của Deadpool năm sau đó sau khi New Line thay đổi quyết định, và xem xét bản spin-off trong quá trình phát triển phim X-Men Origins: Wolverine. Reynolds được giao vai chính trong bộ phim này. Rhett Reese và Paul Wernick được nhận viết kịch bản vào tháng 1 năm 2010. Robert Rodriguez được gửi một bản thảo kịch bản vào tháng 6, nhưng không thấy hứng thú, vì vậy Adam Berg trở thánh ứng cử viên cho vị trí đạo diễn. Vào tháng 4 năm 2011, chuyên gia hiệu ứng nhìn Tim Miller được thuê làm đạo diễn. Các cảnh quay bắt đầu được bấm máy vào tháng 3 năm 2015 ở Vancouver, Canada và kết thúc 2 tháng sau đó. Phim ra mắt vào tháng 2 năm 2016.

### X-Men: Cuộc chiến chống Apocalypse(2016)
Tháng 12 năm 2013, Singer công bố phim về X-Men sắp tới mang tên X-Men: Apocalypse, phần nối tiếp của X-Men: Days of Future Past. Bộ phim được Singer đạo diễn từ kịch bản của Simon Kinberg, Dan Harris và Michael Dougherty. Theo Singer, nó sẽ tập trung vào nguồn gốc của người đột biến. Kinberg nói rằng nó sẽ đặt trong bối cảnh năm 1983 và sẽ làm thành một bộ ba phim với X-Men: First Class và X-Men: Days of Future Past. Các cảnh quay bắt đầu từ tháng 4 năm 2015 ở Montreal, Canada và kết thúc vào tháng 8. Phim ra mắt ngày 27 tháng 5 năm 2016 tại Bắc Mỹ.

### Logan(2017)
Trong phim, Logan and Giáo sư Charles Xavier phải bảo vệ một cô bé tên Laura Kinney, một đứa con thụ tinh trong ống nghiệm của Wolverine, đang bị truy đuổi bởi nhóm Reavers, dẫn đầu là Donald Pierce.
Từ tháng 10 năm 2013, hãng 20th Century Fox đã bắt đầu bàn bạc về hướng đi cho một bộ phim solo về nhân vật Wolverine với đạo diễn James Mangold khi nhà sản xuất phim Donner đang tập trung sản xuất. Mangold đã nói rằng bộ phim sẽ được lấy cảm hứng từ những câu chuyện khác về Wolverine từ truyện tranh và sẽ bắt đầu làm bộ phim sau X-Men: Apocalypse. Tháng 3 năm 2014, David James Kelly được thuê để viết kịch bản sau đó đến tháng 4 năm 2015, công việc viết kịch bản phim được chuyển sang cho Michael Green. Bộ phim đánh dấu lần nhập vai Wolverine và Giáo sư X cuối cùng của hai nam diễn viên Hugh Jackman và Patrick Stewart. Bộ phim bắt đầu quay từ tháng 5 năm 2016 và được phát hành vào tháng 3 năm 2017.

### Deadpool 2(2018)
Sau một bi kịch của cá nhân, Deadpool thành lập đội X-Force để cứu lấy một dị nhân trẻ khỏi tên chiến binh du hành thời gian Cable.
Tháng 9 năm 2015, Kinberg cho biết phần phim thứ hai của Deadpool đang trong giai đoạn phát triển. Sau khi Deadpool được ra mắt, hãng 20th Century Fox lập tức bật đèn xanh cho phần phim tiếp nối, với Rheese và Wernick tiếp tục đảm nhiệm phần kịch bản, và Miller được tiếp tục được nhắm vào ghế đạo diễn, vì tại thời điểm đó anh cũng đang làm việc ở khâu kịch bản. Tuy nhiên vào tháng 10 năm 2016, Miller rời bỏ dự án do khác biệt về quan điểm nghệ thuật với Reynolds và sau đó David Leitch tiếp quản vị trí này vào tháng 11. Tháng 2 năm 2017, Drew Goddard tham gia dự án phim với vai trò cố vấn nghệ thuật cho phần kịch bản mà Reynolds, Rheese và Wernick đang thực hiện. Phim được bấm máy vào tháng 6 năm 2017 tại Vancouver và được công chiếu vào ngày 18 tháng 5 năm 2018.

### X-Men: Phượng hoàng bóng tối(2019)
Lấy bối cảnh 19 năm sau các sự kiện của X-Men: Apocalypse, những siêu anh hùng X-men đang thực hiện những nhiệm vụ ngày càng mạo hiểm. Khi một ngọn lửa mặt trời tấn công Jean Grey khi cô đang tiến hành một nhiệm vụ giải cứu trong không gian, Jean đã mất quyền kiểm soát khả năng của mình và giải phóng Phoenix.
Quá trình quay phim bắt đầu vào tháng 6 năm 2017 tại Montreal, Canada và kết thúc vào tháng 10 cùng năm. Quá trình quay các đoạn phim bổ sung diễn ra vào tháng 8 và tháng 9 năm 2018. Bộ phim được phát hành vào ngày 7 tháng 6 năm 2019.

## Nhân vật
Bảng dưới chỉ lấy các nhân vật chính hoặc xuất hiện trong nhiều hơn hoặc bằng ba phim
- Chú thích
  - Vùng màu xám nghĩa là nhân vật đó không xuất hiện trong phim đó.
  - Y  là người đóng vai nhân vật hồi nhỏ hoặc thời trẻ.
  - O  là người đóng vai nhân vật khi về già.
  - U  là vai không được credit.
  - C  là vai khách mời.
  - V  là người chỉ đóng góp giọng của nhân vật.
  - A  là người chỉ xuất hiện qua thước phim cũ hay trên một bức ảnh.

| James "Logan" Howlett Wolverine | Hugh Jackman                | Hugh Jackman    | Hugh Jackman               | Hugh Jackman, Troye SivanY | Hugh JackmanUC                                   | Hugh Jackman      | Hugh Jackman                                      |                 |                    | Hugh Jackman    |               |  |  |
| Charles Xavier Giáo sư X        | Patrick Stewart             | Patrick Stewart | Patrick Stewart            | Patrick StewartC           | James McAvoy, Laurence BelcherY                  | Patrick StewartUC | Patrick Stewart, James McAvoy, Laurence BelcherYA |                 | James McAvoy       | Patrick Stewart |               |  |  |
| Erik Lehnsherr Magneto          | Ian McKellen, Brett MorrisY | Ian McKellen    | Ian McKellen               |                            | Michael Fassbender, Bill MilnerY                 | Ian McKellenUC    | Ian McKellen, Michael Fassbender                  |                 | Michael Fassbender |                 |               |  |  |
| Scott Summers Cyclops           | James Marsden               | James Marsden   | James Marsden              | Tim Pocock                 |                                                  |                   | James MarsdenC                                    |                 | Tye Sheridan       |                 |               |  |  |
| Jean Grey Phoenix               | Famke Janssen               | Famke Janssen   | Famke Janssen, Haley RammY |                            |                                                  | Famke Janssen     | Famke JanssenC                                    |                 | Sophie Turner      |                 |               |  |  |
| Ororo Munroe Storm              | Halle Berry                 | Halle Berry     | Halle Berry                |                            |                                                  | Halle BerryA      | Halle Berry                                       |                 | Alexandra Shipp    |                 |               |  |  |
| Bobby Drake Iceman              | Shawn Ashmore               | Shawn Ashmore   | Shawn Ashmore              |                            |                                                  |                   | Shawn Ashmore                                     |                 |                    |                 |               |  |  |
| Marie D'Ancanto Rogue           | Anna Paquin                 | Anna Paquin     | Anna Paquin                |                            |                                                  |                   | Anna Paquin                                       |                 |                    |                 |               |  |  |
| Raven Darkhölme Mystique        | Rebecca Romijn              | Rebecca Romijn  | Rebecca Romijn             |                            | Jennifer Lawrence, Morgan LilyY, Rebecca RomijnO |                   | Jennifer Lawrence, Morgan LilyYA                  |                 | Jennifer Lawrence  |                 |               |  |  |
| Kitty Pryde Shadowcat           | Sumela KayC                 | Katie StuartC   | Ellen Page                 |                            |                                                  |                   | Ellen Page                                        |                 |                    |                 |               |  |  |
| John Allerdyce Pyro             | Alexander BurtonC           | Aaron Stanford  | Aaron Stanford             |                            |                                                  |                   |                                                   |                 |                    |                 |               |  |  |
| Jubilation Lee Jubilee          | Katrina FlorenceC           | Kea WongC       | Kea WongC                  |                            |                                                  |                   |                                                   |                 | Lana Condor        |                 |               |  |  |
| Henry "Hank" McCoy Beast        |                             | Steve BacicC    | Kelsey Grammer             |                            | Nicholas Hoult                                   |                   | Nicholas Hoult, Kelsey GrammerO C                 |                 | Nicholas Hoult     |                 |               |  |  |
| Piotr "Peter" Rasputin Colossus |                             | Daniel Cudmore  | Daniel Cudmore             |                            |                                                  |                   | Daniel Cudmore                                    | Stefan KapičićV |                    |                 |               |  |  |
| William Stryker                 |                             | Brian Cox       |                            | Danny Huston               |                                                  |                   | Josh Helman, Brian CoxA                           |                 | Josh Helman        |                 |               |  |  |
| Moira MacTaggert                |                             |                 | Olivia Williams            |                            | Rose Byrne                                       |                   |                                                   |                 | Rose Byrne         |                 |               |  |  |
| Wade Wilson Weapon XI Deadpool  |                             |                 |                            | Ryan Reynolds              |                                                  |                   |                                                   | Ryan Reynolds   |                    |                 | Ryan Reynolds |  |  |
| Alex Summers Havok              |                             |                 |                            |                            | Lucas Till                                       |                   | Lucas Till                                        |                 | Lucas Till         |                 |               |  |  |

## Dòng thời gian
Các sự kiện của các bộ phim được tách ra thành hai "mốc thời gian"; dòng thời gian ban đầu và dòng thời gian mới.

## Đoàn làm phim
| Chức danh         | Phim                                                               | Phim | Phim                                         | Phim                                                           | Phim | Phim                               | Phim                                                                                  | Phim                                                                     | Phim                                                                                                 | Phim                             | Phim                                                              |
| Chức danh         | X-Men                                                              | X2 | X-Men: The Last Stand                        | X-Men Origins: Wolverine                                       | X-Men: First Class | The Wolverine                      | X-Men: Days of Future Past                                                            | Deadpool                                                                 | X-Men: Apocalypse                                                                                    | Phim Wolverine sắp ra mắt        | Phim Gambit sắp ra mắt                                            |
| ----------------- | ------------------------------------------------------------------ | --- | -------------------------------------------- | -------------------------------------------------------------- | --- | ---------------------------------- | ------------------------------------------------------------------------------------- | ------------------------------------------------------------------------ | --- | -------------------------------- | ----------------------------------------------------------------- |
| Đạo diễn          | Bryan Singer                                                       | Bryan Singer                                                                                                 | Brett Ratner                                 | Gavin Hood                                                     | Matthew Vaughn | James Mangold                      | Bryan Singer                                                                          | Tim Miller                                                               | Bryan Singer                                                                                         | James Mangold                    | Doug Liman                                                        |
| Nhà sản xuất      | Lauren Shuler Donner, Ralph Winter                                 | Lauren Shuler Donner, Ralph Winter                                                                           | Lauren Shuler Donner, Ralph Winter, Avi Arad | Lauren Shuler Donner, Ralph Winter, Hugh Jackman, John Palermo | Lauren Shuler Donner, Bryan Singer, Simon Kinberg, Gregory Goodman                                                       | Lauren Shuler Donner, Hutch Parker | Lauren Shuler Donner, Bryan Singer, Simon Kinberg, Hutch Parker                       | Lauren Shuler Donner, Simon Kinberg, Ryan Reynolds                       | Lauren Shuler Donner, Bryan Singer, Simon Kinberg, Hutch Parker                                      | Lauren Shuler Donner             | Lauren Shuler Donner, Simon Kinberg, Channing Tatum, Reid Carolin |
| Giám đốc sản xuất | Avi Arad, Stan Lee, Richard Donner, Tom DeSanto                    | Avi Arad, Stan Lee, Bryan Singer, Tom DeSanto                                                                | Kevin Feige, Stan Lee, John Palermo          | Richard Donner, Stan Lee                                       | Stan Lee, Josh McLaglen, Tarquin Pack                                                                                    | Stan Lee, Joe Caracciolo, Jr.      | Stan Lee, Todd Hallowell, Josh McLaglen                                               | Stan Lee, Jonathon Komack Martin, Rhett Reese, Aditya Sood, Paul Wernick | Stan Lee, Todd Hallowell, Josh McLaglen                                                              | Stan Lee                         | Stan Lee                                                          |
| Tác giả kịch bản  | Kịch bản của David Hayter Cốt truyện của Tom DeSanto, Bryan Singer | Kịch bản của Michael Dougherty, Dan Harris, David Hayter Cốt truyện của Zak Penn, David Hayter, Bryan Singer | Simon Kinberg, Zak Penn                      | David Benioff, Skip Woods                                      | Kịch bản của Ashley Edward Miller, Zack Stentz, Jane Goldman, Matthew Vaughn Cốt truyện của Sheldon Turner, Bryan Singer | Mark Bomback, Scott Frank          | Kịch bản của Simon Kinberg Cốt truyện của Simon Kinberg, Matthew Vaughn, Jane Goldman | Rhett Reese, Paul Wernick                                                | Kịch bản của Simon Kinberg Cốt truyện của Bryan Singer, Simon Kinberg, Dan Harris, Michael Dougherty | David James Kelly, Michael Green | Josh Zetumer                                                      |
| Soạn nhạc         | Michael Kamen                                                      | John Ottman                                                                                                  | John Powell                                  | Harry Gregson-Williams                                         | Henry Jackman | Marco Beltrami                     | John Ottman                                                                           | Junkie XL                                                                | John Ottman                                                                                          |                                  |                                                                   |
| Đạo diễn hình ảnh | Newton Thomas Sigel                                                | Newton Thomas Sigel                                                                                          | Dante Spinotti                               | Donald M. McAlpine                                             | John Mathieson | Ross Emery                         | Newton Thomas Sigel                                                                   | Ken Seng                                                                 | Newton Thomas Sigel                                                                                  |                                  |                                                                   |
| Biên tập          | Steven Rosenblum, Kevin Stitt, John Wright                         | John Ottman                                                                                                  | Mark Goldblatt, Mark Helfrich, Julia Wong    | Nicholas De Toth, Megan Gill                                   | Eddie Hamilton, Lee Smith                                                                                                | Michael McCusker                   | John Ottman                                                                           | Julian Clarke                                                            | John Ottman                                                                                          |                                  |                                                                   |